# Francesc Subirà Parera
Francesc Subirà Parera (Reus, 27 d'abril de 1798 - 11 de gener de  1881) va ser un militar i polític liberal català. Era conegut com «el Rosset». Va ser alcalde de Reus.

## Biografia
Va començar a destacar a la Primera Guerra Carlina quan es va fer voluntari de Miquelets i va arribar al grau de comandant. L'any 1838 la força militar liberal de Reus va quedar encerclada pels carlins entre el Morell i Vilallonga, acció coneguda com el Combat de Morell i Vilallonga, i Subirà la va anar a rescatar, cosa que va aconseguir. Després de la guerra va abandonar l'exèrcit i es va dedicar als negocis mantenint políticament la seva militància a la Unió Liberal que donava suport al general Prim. El 1852 va ser un dels fundador de la institució local anomenada El Círcol. El 15 de juliol de 1854, en rebre la notícia del suport barceloní a la Vicalvarada, junt amb Josep Maria Pàmies, que era l'alcalde de Reus en aquells moments, es va pronunciar a la plaça dels Quarters amb les tropes d'infanteria i cavalleria allà reunides, fins que un cop coneguda la situació general del país, van admetre com a nou alcalde demòcrata Joan Martell. Després de la revolució de 1868 es va fer càrrec de les patrulles nocturnes i de mobilitzar a la gent dels pobles en favor del moviment revolucionari. Prim el va voler ascendir a general però ho va refusar. Va ser alcalde de Reus el 1841 substituint Pere Mata, quan aquest va marxar a Barcelona, càrrec que va ocupar fins al desembre de 1842. El juliol de 1856 va ser nomenat alcalde de Reus, no constitucional, per l'autoritat militar, després de la caiguda d'Espartero, substituint Joan Martell. L'endemà de prendre possessió, el ple del nou ajuntament va fer una instància al governador militar de la província demanant la llibertat dels senyors Joan Martell, Ferran Grasset, Pere Bové i els altres regidors empresonats a la capital «por efecto de los últimos sucesos». Exercint d'alcalde va parar les obres de l'estació del ferrocarril a Tarragona fins que la companyia no hagués complert tots els requisits legals, aguantant les màximes pressions. També va fer anivellar l'hort de l'antic convent de sant Francesc, convertint-lo en un jardí arbrat i hi va fer instal·lar la Font d'Hèrcules, font que segons l'historiador Pere Anguera, es va fer en recordança del títol de «ciutat esforçada» concedit a Reus el 1843, i va fer nomenar el primer jutge de pau a la ciutat. Després de la revolució de 1868 es va fer càrrec de les patrulles nocturnes i va organitzar anades als pobles de la comarca per tal que se sumessin a la revolució. Joan Prim el va voler ascendir a general però va declinar l'oferta. Al morir, anaren al seu enterrament els supervivents dels fets del Morell i Vilallonga, que ell havia salvat molts anys abans. El seu fill, Francesc Subirà Grau, era cònsol a Marsella en 1869 i a l'Alger en 1872.
La ciutat de Reus li ha dedicat una Ronda, la ronda de Subirà